# Аарон, Ричард
Ричард Аарон (англ. Richard Aaron; 6 ноября 1901, Гламорган, Уэльс — 29 марта 1987, Уэльс) — уэльский учёный-философ. Доктор философии (1928), профессор, член Британской академии (1955). Королевский адвокат.

## Биография
Обучался истории и философии в кардиффском Университетском колледже, где учился с 1918 года. Степень доктора философии получил в Оксфорде в 1928 году.
В 1932—1969 годах — профессор философии Университетского колледжа Уэльса (в настоящее время Университет Аберистуита). В 1952—1953 годах — приглашённый профессор философии Йельского университета. В 1957—1958 годах — президент Аристотелевского общества.
Исследователь творчества Джона Локка.
Женат, два сына и три дочери.
Почётный доктор словесности (DLitt) Уэльского университета (1973).